# استاروتاولاروو
استاروتاولاروو (انگلیسی: Starotavlarovo) یک شهرک در شهرستان بوزدیاکسکی باشقیرستان کشور روسیه است.